# Avidius Cassius
Gaius Avidius Cassius (130? Kyrrhos – červenec 175 Aegyptus) byl římský uzurpátor, který vládl ve východních provinciích říše od dubna do července 175, dohromady 3 měsíce a 6 dní. Byl vzdorocísařem Marka Aurelia, jemuž předtím sloužil jako vojevůdce a administrátor.

## Původ a kariéra
Avidius Cassius se narodil v syrském městě Kyrrhu. Byl synem výtečného řečníka Gaia Avidia Heliodora, který si svou výmluvností vysloužil úřad správce římské provincie Aegyptus. S blíže neznámou ženou měl dva syny – Heliodora a Maeciana – a dceru Alexandrii. Konzulátu dosáhl přibližně mezi lety 161 a 166 (consul suffectus).
Během tažení Lucia Vera proti Parthům se vyznamenal v bojích s parthským králem Vologaisem IV. Podařilo se mu odrazit králův výpad, a nejenže pronikl hluboko do nitra jeho držav, ale zmocnil se i parthské metropole Ktésifóntu. Na cestě zpět však jeho vojsko postihla morová epidemie a mnoho vojáků zemřelo. Po smrti Lucia Vera ho Marcus Aurelius pověřil správou celého východu, aby se sám mohl věnovat bojům s Germány. V roce 172 vypuklo v Egyptě povstání Bukolů vedené knězem Isidorem. Povstalci několikrát porazili římské vojsko, Cassius však dokázal využít neshod mezi nimi a úspěšně povstání potlačil.

## Revolta
V roce 175 Marcus při bojích v Germánii onemocněl, přičemž se rychle rozšířila falešná zpráva o jeho úmrtí. Avidius Cassius, pravděpodpobně podporován císařovou manželkou Faustinou, toho využil a prohlásil se císařem. Na jeho stranu se postavily veškeré východní provincie na jih od pohoří Tauros. Když se císař od kappadockého správce Vera dozvěděl o Cassiově odpadnutí, snažil se to nějaký čas utajit. Před shromážděným vojskem pak pronesl řeč, v níž si stěžoval na Cassiovu nevděčnost. Než ale stihl podniknout nějaká protiopatření, přišla zpráva, že Cassius byl zabit vlastními vojáky.